# Église Notre-Dame de Slovénie
L'église Notre-Dame de Slovénie (en tchèque : Kostel Panny Marie na Slovanech) est un édifice religieux catholique situé dans la Nouvelle Ville de Prague en République tchèque. Elle constitue l'abbatiale du cloître d'Emmaüs.
Son nom complet est église Notre-Dame, Saint-Jérôme, Saints-Cyrille-et-Méthode, Saint-Adalbert et Saint-Procope, en tchèque « Kostel Panny Marie, svatého Jeronýma, Cyrila a Metoděje, Vojtěcha a Prokopa ».
L'église gothique se caractérise par un clocher très atypique, à deux flèches et en béton. En effet, le clocher originel est détruit durant le bombardement du 14 février 1945, et une nouvelle construction est élevée en 1968 sur les plans de l'architecte František Maria Černý (cs).

## Histoire
Le monastère bénédictin dit « cloître d'Emmaüs » est fondé par Charles IV en 1347. Le souverain y fait venir des moines de Dalmatie et de Croatie, ce qui explique le nom « Notre-Dame des Slovènes ». Cette origine des moines est un choix délibéré de Charles IV qui souhaite une présence monastique slave dans son royaume ; la langue utilisée est une forme ancienne du tchèque. L'église est consacrée principalement à la Vierge Marie, mais également à saint Jérôme ainsi qu'à d'autres saints slaves.
Parmi les étudiants ayant reçu une formation au monastère se trouvent notamment Jan Hus et Jérôme de Prague ; par ailleurs, le cloître abrite une importante activité d'enluminure, où est notamment réalisé l'évangéliaire de Reims.

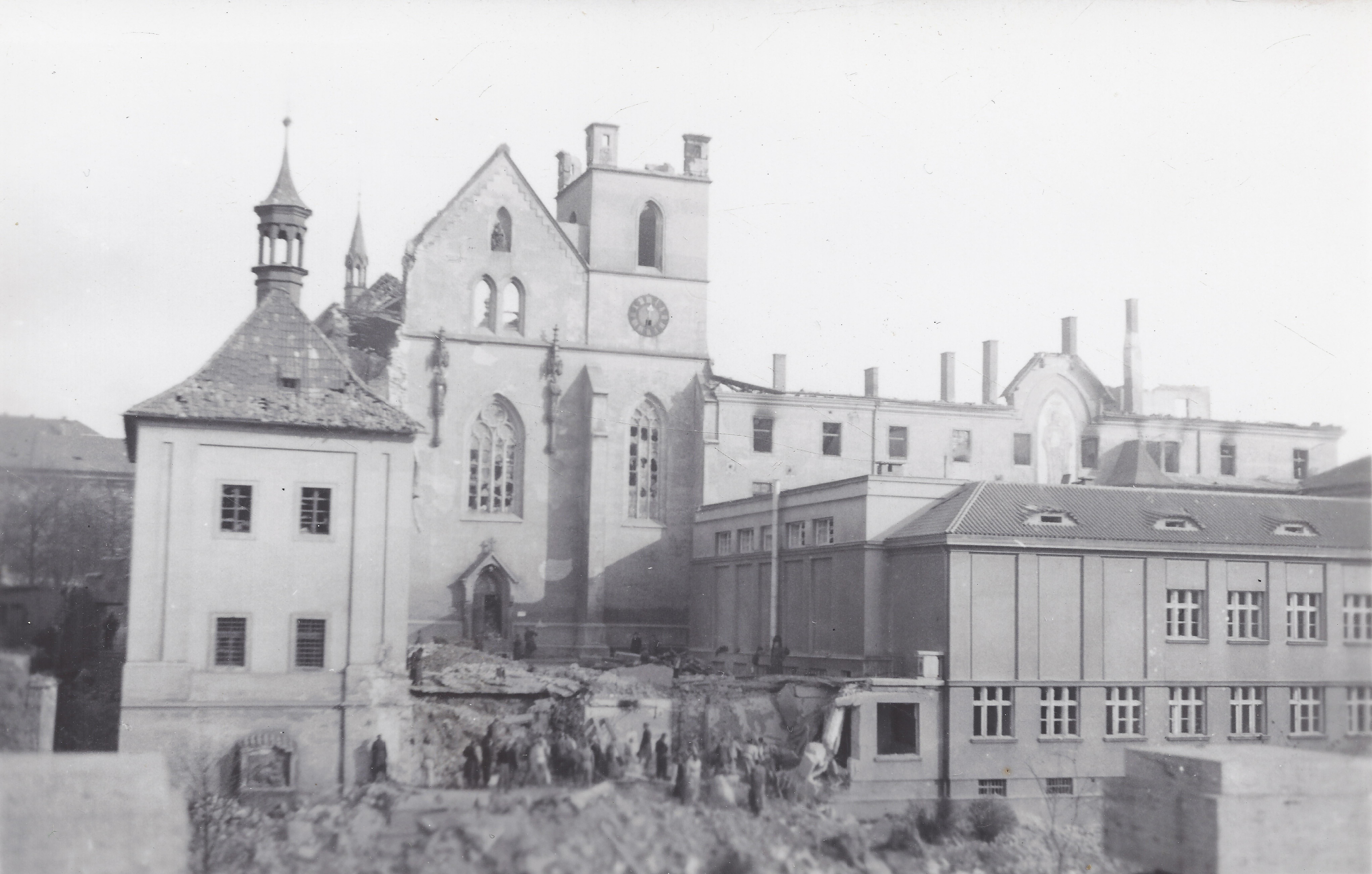
L'église le 15 mars 1945, un mois après le bombardement.

Deux tours baroques sont adjointes à la façade. En 1890, l'aspect de ces deux tours est modifié dans un style néo-gothique.
Le 14 février 1945, la voûte et le toit de l'église sont détruits lors du bombardement de Prague. En 1968, l'architecte František Maria Černý (cs) reconstruit les clochers, en béton et dans un style moderne qui souhaite cependant rappeler les deux tours néogothiques de la fin du XIXe siècle, ainsi que l'ancien haut pignon médiéval,.
En 1991, la communauté bénédictine desservant l'église est remise en place.

## Architecture
La structure de l'église est à trois nefs, voûtée d'ogives et couverte d'une toiture à deux pans.